# Alexandriai Szent Katalin portréja
Alexandriai Szent Katalin portréja 1342 körül készült. Pietro Lorenzetti vagy egy tanítványa, követője munkája. A kép a New York-i Metropolitan Művészeti Múzeum európai gyűjteményének része. A fapanel mérete 66 × 41,3 centiméter, a temperával festett, illetve aranyozott területé 62,2 × 41,3 centiméter.

## Története
Az Alexandriai Szent Katalint ábrázoló festmény egykor egy oltár része volt. A szentet koronájáról és fejedelmi öltözetéről lehet azonosítani. Megjelenítésének hagyományos attribútuma, a pengékkel felszerelt kerék, amellyel ki akarták végezni, nincs a képen, helyette a mártíromságot jelképező pálmaágat tartja a kezében.
Az oltárképnek, amelynek egykor az Alexandriai Szent Katalint ábrázoló panel is része volt, sok darabja fennmaradt, szétszórva a világban. Az oltárkép többi ismert táblája a következő: egy szent püspök (Noailles-gyűjtemény, Párizs), Szent Margit (Perkins-gyűjtemény, Assisi), Szűz Mária és a gyermek (Palazzo Vecchio, Firenze), Szent Jakab (Lia-gyűjtemény, La Spezia), Szent Antal, valamint egy mártír (mindkettő a prágai nemzeti galériában látható).
Az oltárképet stílusa alapján az 1340-es évekből származtatják a kutatók, habár az inkább kerekített, mintsem csúcsos ív, inkább az 1320-as évekre utal. A tudósok véleménye megoszlik abban, hogy ki festette a képet: az olasz kutatók Pietro Lorenzettinek tulajdonítják a művet, az angolszász tudósok viszont úgy vélik, inkább a mester egy tanítványa vagy követője az alkotó. A Metropolitan-múzeum 1913-ban vásárolta meg a műtárgyat.